# Senna obliqua
Espèce
Classification phylogénétique
Synonymes
- Cassia obliqua (G. Don) Ruiz & Pav. ex G. Don[1]
- Chamaefistula elegans G. Don[1]

Senna obliqua est une espèce de plantes à fleurs dicotylédones de la famille des Fabaceae trouvée au Pérou.

## Publication originale
- (en) H.S.Irwin & Barneby, Memoirs of The New York Botanical Garden 35: 148. 1982.